# الواجهة الأمامية (تطوير ويب)

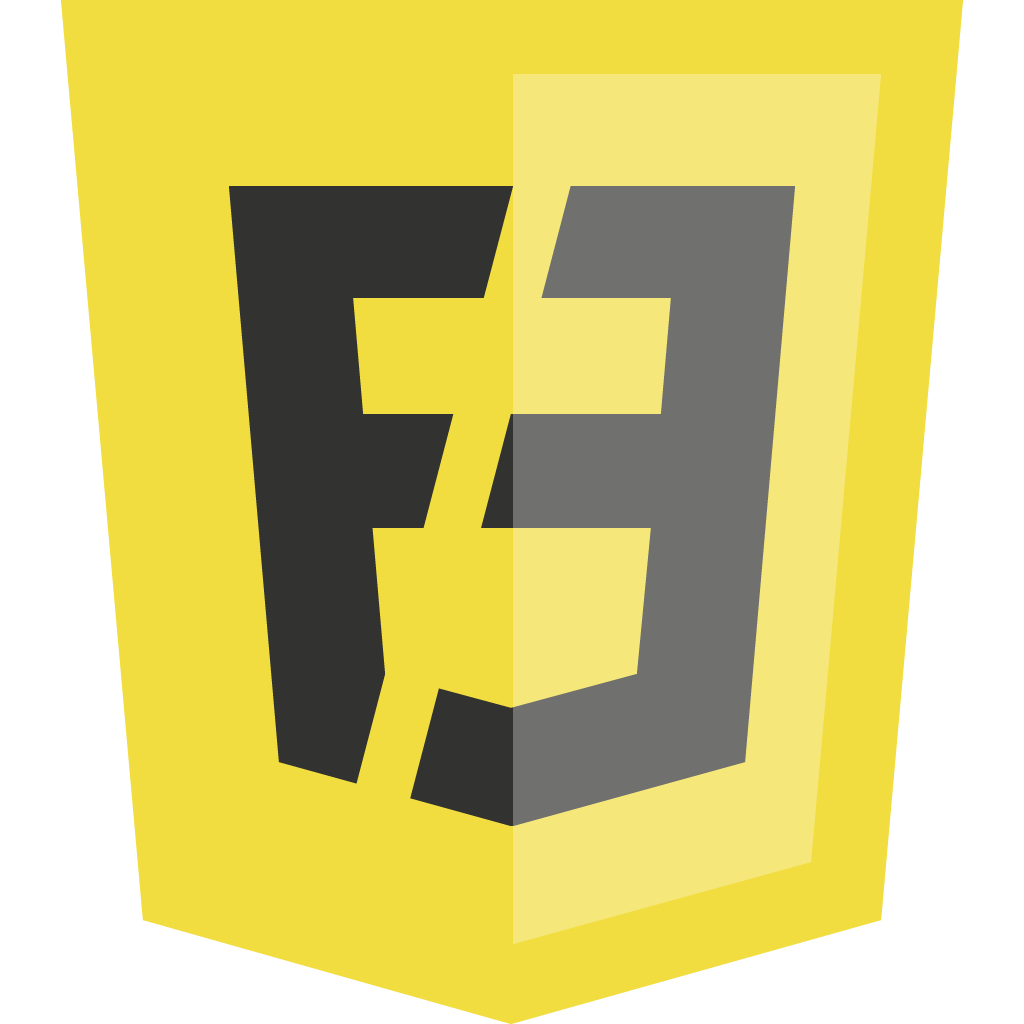
شعار لتطوير الويب الواجهة الأمامية.

الواجهة الأمامية لتطوير الويب (بالإنجليزية: Front-end web development) أو (بالإنجليزية: client-side development) هي الجزء الذي يتفاعل معه المستخدم مباشرة في المواقع والتطبيقات الخاصة بالويب ويُبنى باستخدام لغات مثل: إتش تي أم إل (HTML)، وسي أس إس (CSS)، وجافا سكريبت (JavaScript)، وغيرها. 
التحديات المرتبطة بأساليب وأدوات تطوير الواجهة الأمامية تتغير باستمرار، ولهذا فإن المطورين بحاجة دائمة إلى مواكبة هذه التغيرات والتكيف معها.

## أدوات تستخدم لتطوير الواجهة الأمامية
هناك العديد من الأدوات المتاحة التي يمكن إستخدامها لتطوير الواجهة الأمامية للموقع على شبكة الإنترنت وفهم أي الأدوات أفضل لجعل الموقع بأفضل تصميم وإتساع.

### لغة ترميز النص التشعبي
لغة ترميز النص التشعبي (بالإنجليزية: HTML) هي العمود الفقري لأي عملية تطوير للمواقع الإكترونية (websites)، بدونها لا يمكن تواجد أي صفحة ويب، لغة وأكواد HTML هي التي تمدنا بالإطار العام لما سيظهر عليه شكل الموقع الإلكتروني، آخر إصدار للغة الترميز هو إتش تي إم إل 5 (HTML5) وبه تحسينات وطرق للتعامل مع العناصر مثل ملفات الفيديو وملفات الصوت.

### ملف صفحة الشكل العام
ملف صفحة الشكل العام (بالإنجليزية: CSS) تتحكم في جوانب العرض لأي موقع وتسمح بشكل فريد له عن طريق ملف بأنماط (Style Sheets) ولها قواعد تطبق قبل أي أنماط أخرى مثل حجم شاشة الجهاز (device screen) ودقة الشاشة (resolution).

### جافا سكريبت
جافا سكريبت (بالإنجليزية: JS) هي لغة برمجة أمرية وإجرائية (imperative programming) مبنية على الاستناد على الحدث (event-based) على عكس لغة HTML التي تعتبر برمجة إعلانية (Declarative programming)، تستخدم جافاسكريبت لتحويل صفحات HTML الثابتة (static HTML pages) إلى صفحات ديناميكية متغيرة متحركة (dynamic interface)، أكواد الجافاسكريبت يمكن أن تستخدم نموذج المستند Document Object Model (DOM) التي تمدنا بها معايير HTML الرئيسية للتعامل أو معالجة أي صفحة ويب بناء على الأحداث (in response to events) مثل أي مدخل للمستخدم.
استخدام أسلوب وتقنية أجاكس (AJAX) بأكواد الجافا سكريبت يسترجع محتويات أي صفحة ويب (بطريقة مستقلة عن صفحة ال HTML الأصلية) كما يمكن ان تتفاعل مع الأحداث من جانب الخادم (Server Side) أيضا وتعطينا إضافة طبيعية ديناميكية لصفحة الويب.

## أهداف للتطوير
مطورو الواجهة الأمامية يضعون النقاط والأدوات والأساليب التالية في الاعتبار للوصول لأهدافهم:
- إمكانية الوصول accessibility
- الأداء performance